# Jacob Taubes
Jacob Taubes (ur. 25 lutego 1923 w Wiedniu, zm. 21 marca 1987 w Berlinie) – socjolog religii, filozof, uczony żydowski.

## Życiorys
Taubes urodził się w starej rabinackiej rodzinie. Był mężem pisarki, Susan Taubes. Doktoryzował się w 1947 na podstawie pracy Zachodnia eschatologia, początkowo uczył religioznawstwa i judaistyki w Stanach Zjednoczonych na Harvardzie, Columbii i Princeton University. 
Od roku 1965 był profesorem judaistyki i hermeneutyki na Wolnym Uniwersytecie Berlina. Wpłynął na wielu współczesnych myślicieli, takich jak Giorgio Agamben, Susan Sontag, Avital Ronell, Marshall Berman, Babette Babich czy Peter Sloterdijk.

## Publikacje przełożone na język polski
- Apokalipsa i polityka. Eseje mesjańskie, wyd. Fundacja Augusta hr. Cieszkowskiego, Warszawa 2013.
- Zachodnia eschatologia, wyd. Fundacja Augusta hr. Cieszkowskiego, Warszawa 2016.